# Paul Depuydt
Paul Depuydt (Brugge, 14 september 1965) is een Belgisch bedrijfsleider en bestuurder.

## Levensloop
Paul Depuydt studeerde aan de Katholieke Universiteit Leuven, alwaar hij afstudeerde als handelsingenieur. Daarna studeerde hij accountancy aan de Katholieke Universiteit Brussel en Corporate Tax aan de Universiteit Antwerpen.
In 1988 trad hij in dienst bij Rank Xerox te Rijsel. In 1991 maakte hij de overstap naar Alcatel, waar hij verschillende functies bekleedde alvorens er in juni 2004 in opvolging van Rudi Thomaes CEO van de Belgische afdeling werd. In januari 2009 werd Depuydt aangesteld als voorzitter van werkgeversorganisatie Agoria in opvolging van Francis Verheughe, die was teruggetreden. Hij werd in 2010 als voorzitter van Agoria door Christ'l Joris opgevolgd. Eveneens in 2010 maakte hij de overstap naar kunststofverwerker Ravago te Arendonk, waar hij eerst Chief Administration Officer (CAO) werd en vervolgens operationeel directeur (COO) en financieel directeur (CFO).
Depuydt is sinds 2011 bestuurder van De Eik, de investeringsmaatschappij van de familie Van Waeyenberge.
In 2017 was hij genomineerd voor de titel van 'CFO van het jaar' van het tijdschrift Trends, waarvan zijn broer Piet Depuydt van 2000 tot 2007 hoofdredacteur was.